# Piotr Umiastowski
Piotr Umiastowski – lekarz, filantrop, filozof. 
Kształcił się w Bolonii, był doktorem medycyny i filozofii w Akademii Krakowskiej, praktykował w wielu krajach. Piotr Umiastowski praktykował też w Łucku i we Lwowie na dworze książąt Czartoryskich. 
Działalność jego koncentrowała się na leczeniu tzw. „morowego powietrza” – w Polsce tym terminem określano choroby przenoszone przez zarazki drogą tzw. „zabójczego tchnienia” (np. dżuma). Wydał dzieło pt. Nauka o morowym powietrzu na czwory księgi rozłożone (Kraków 1591), które służyło za wskazówkę leczenia dość długo po jego śmierci, a obecnie jest przytaczane na katedrach polonistycznych jako zabytek piśmiennictwa polskiego. W dziele tym spisywał czynniki sprzyjające rozwojowi moru oraz sposoby zapobiegania i leczenia.